# Bullterrier
Den engelske bullterrier er kraftigt bygget, muskuløs, meget harmonisk og energisk, med et intenst, beslutsomt og intelligent udtryk. Det, der i dag eksteriørmæssigt kendetegner racen bedst, er downface og ægformet hoved.

## Oprindelse
I slutningen af 1800-tallet begyndte en voksende engelsk middelklasse at efterspørge selskabs- og udstillingshunde. Hunde blev ikke længere kun betragtet som brugshunde. De mere velstående klasser kunne nu tillade sig at holde hund som statussymbol og hobby.

### Skabelsen
Bullterrieren blev første gang præsenteret på en hundeudstilling i Birmingham i maj 1862. Den blev vist af James Hinks, der anerkendes som ’racens skaber’. James Hinks benyttede mange racer for at nå sit mål om at skabe en ’Gentleman’s companion’ – altså en gentlemans ledsager – men den engelske bulldog, dalmatineren og – den nu uddøde engelske hvide terrier var hovedingredienserne. Eksteriørmæssigt havde den engelske hvide terrier lighed med nutidens manchesterterrier.
James Hinks' bullterrier omtales i litteraturen som ’The New Bull Terrier’, idet den adskilte sig fra de hidtil kendte "bull and terriers" (kombinationer af bulldog og forskellige terriers). Hans mål var at skabe en helt hvid hund og datidens hundefolk værdsatte det, idet James Hinks ”hvide kavaler” hurtigt blev populær og gjorde sig godt på hundeudstillinger. Bullterrieren blev en modehund og i 1887 blev The Bull Terrier Club dannet.
Både i litteratur, blandt bullterrier-ejere og opdrættere forveksles ’bull and terriers’ ofte med ’The New Bull Terrier’, når bullterrierens oprindelse beskrives, hvorfor racen af og til fejlagtigt betegnes som kamphund af oprindelse.

### Forbedringen
I erkendelse af arvelighed forbød den engelske kennel klub (The Kennel Club) i 1909 udstilling af og avl på døve hunde. Et problem, der var meget udbredt hos bullterrieren – og stadig eksisterer i dag. Døvhed stammer bl.a. fra den engelske hvide terrier, hvoraf den sidste blev registreret i 1904. Denne race formodes uddød netop pga. døvhed.
Dedikerede opdrættere fornyede racen ved udvikling af opretstående øre (ørekupering var blevet forbudt), en farvet variant (anerkendt af KC i 1933) og – ikke mindst – det, der i dag eksteriørmæssigt kendetegner racen bedst; downface og ægformet hoved. Hovedarkitekten bag fornyelsen var Harry Monk, der betegnes som den, ’der forbedrede racen’.
Den kennel, der fik størst betydning for udviklingen af de farvede bullterriere, som helt op til i dag stadig har markant indflydelse på stamtavlerne, var Romany, repræsenteret ved D. Montague Johnstone. Hun købte sin første bullterrier i 1927 og opdrættede bullterriere indtil 1980. Ved slutningen af 2. verdenskrig sluttede Meg Williams sig til Montague Johnstone under Romany kennelnavnet.

### Moderniseringen
I 1936 dukkede et nyt navn, Raymond H. Oppenheimer, op i den engelske bullterrierverden. Han fik en indflydelse på racen, der ikke er set siden. Det kan med rette siges, at han er ’den moderne bullterriers far’.
I nært samarbejde med Eva Weatherill fik han frem til sin død i 1984 signifikant betydning for de hunde, vi kender i dag, både via de mange og banebrydende hunde, som de to kenneler producerede, men også via sin markante indsats og indflydelse i det strategiske og politiske hundeliv.
Raymond H. Oppenheimer opdrættede bullterriere under kennelnavnet, Ormandy og Eva Weatherill under Souperlative. Mange hunde bar begge navne.
Det er ikke sandsynligt, at der findes bullterriere i dag uden Ormandy og Souperlative blod i deres afstamning.

### Opgør med den helt hvide bullterrier
Da bullterrierens vigtigste egenskab oprindeligt var den helt hvide pels, var det et stort skridt for de tidlige opdrættere at acceptere den farvede variant, som fra starten blev forsøgt avlet ud af racen, men senere blev anset som en nødvendighed for racens udvikling, såvel helbreds- som eksteriørmæssigt.
Hvor der i den første del af 1900-tallet stadig var stor uenighed om, hvorvidt en hvid bullterrier efter farvede linjer, var en ”rigtig” bullterrier, betragtes den hvide og den farvede variant i dag på verdensplan som én race – ikke kun stambogsmæssigt, men også blandt opdrættere.

### Historie versus vandrehistorier
Der formidles en del ukorrektheder og vandrehistorier om bullterriers oprindelse og oprindelige formål både via bøger, raceklubber, opdrættere og ejere.
Den tidlige bullterriers evne som kamphund berømmes og James Hinks tillægges ønsket om at skabe en sådan. En af årsagerne er forveksling af, hvad der er i gamle kilder omtales som ’bull and terrier’ og racen bullterrier.
- Da James Hinks introducerede bullterrieren i 1862, havde kampe mellem hunde og andre dyr været forbudt i 27 år (siden 1835). Dvs. at bullterrieren ikke blev skabt til kamp med tyre, som ofte påstået.
- Derudover prioriterede James Hinks den hvide pels over alt andet i sit avlsarbejde. Havde han ønsket at skabe en kamphund, havde han prioriteret egenskaber som f.eks. styrke, hurtighed og aggression.
- Endelig benyttede han dalmatineren til at skabe racen.

I slutningen af 1990’erne satte skotske Kevin Kane sig for at bevise disse historier ved brug af samtidige kilder. Udover offentlige arkiver fik han adgang til Hinksfamiliens papirer.
Resultatet var kort og godt, at Kevin Kane måtte konkludere, at bullterrieren var skabt som udstillingshund samt at f.eks. den berømte historie om bullterrieren, Puss’ evner som kamphund var ganske usand.
Denne historie blev først nedskrevet 34 år efter, at den angiveligt havde fundet sted. Indtil da var den gået fra mund til mund. Det gør, at mange elementer i historien er direkte ukorrekte eller ikke mulige.
I forbindelse med Dansk Terrier Klubs 75 års jubilæum i 2002 sammenfattede Kevin Kane nogle af sine resultater, der er publiceret i hans to bøger – Pity Me og James Hinks Master Craftsman, i en artikel, som blev udgivet i jubilæumsnummeret af Dansk Terrier Klubs medlemsblad, Terrier Nyt.
Kilde for alle ovenstående afsnit under ’Oprindelse’: Bull Terriers Today, Full Circle, Pity Me, James Hinks Master Craftsman, The Souperlative Story.

## Mentalitet
Den danske oversættelse af FCIs racestandard beskriver bullterrieren som:
- Modig, livfuld, elsker sjov og leg (Courageous, full of spirit, with a fun loving attitude)
- Ligevægtig og modtagelig for opdragelse (Of even temperament and amenable to discipline)
- Selv om den er stædig, er den særdeles venlig over for mennesker (Although obstinate is particularly good with people)

Tekst i parentes angiver beskrivelsen fra racestandarden i oprindelseslandet, Storbritannien.